# Miwok de la badia
El miwok de la badia és una llengua ameríndia de la família lingüística de les llengües miwok parlada als Estats Units pels miwoks de la badia, a l'Oest del mount Diablo, al voltant de la badia de San Francisco a Califòrnia.
El saklan, extingit ja fa molt temps, és la menys documentada de les llengües miwok. Tota la població actualment parla anglès.